# Mario Astarita
Mario Astarita (* 12. März 1896 in Neapel; † 30. November 1979) war ein italienischer Bankier und Kunstsammler.

## Sammlung
Astarita bewahrte seine umfangreiche Sammlung griechischer und römischer Antiken in der Villa Astarita auf Capri auf. Seine bedeutende Sammlung antiker Vasen wurde zwischen 1955 und 1965 von John D. Beazley studiert. Astarita schenkte sie 1968 Papst Paul VI., der sie den Vatikanischen Museen übergab, wo sie im Museo Gregoriano Etrusco Aufstellung fand. Ein Teil seiner weiteren Antiken schenkte er dem Museo Archeologico Nazionale in Neapel, eine Sammlung von Gemälden schenkte er gemeinsam mit Angelo Asterita 1971 dem Museo di Capodimonte. Der 2 km von Capris Ortskern liegende, ausgedehnte Garten der Villa Astarita wurde Ende 1997 als Parco Astarita der Öffentlichkeit zugänglich gemacht.
John D. Beazley benannte nach ihm den früh-rotfigurigen Mario-Maler, Arthur D. Trendall den kampanischen Astarita-Maler, nach ihm ist auch der Astarita-Krater benannt, eine spätkorinthische Vase.

## Kataloge der Sammlung Astarita
- La Collezione Astarita nel Museo Gregoriano Etrusco.
  - Band 2, 1: Mario Iozzo: Ceramica attica a figure nere. Città del Vaticano 2002.
  - Band 2, 2: Giulia Rocco: Ceramica attica bilingue a figure rosse e vernice nera.  Città del Vaticano 2016, ISBN 978-88-8271-364-5
  - Band 3: Arthur Dale Trendall: Vasi italioti ed etruschi a figure rosse e di età ellenistica. Città del Vaticano 1976.
- Jeannette Papadopoulos: Le sculture della Collezione Astarita. Museo Archeologico Nazionale, Napoli. Neapel 1984.
- Nicola Spinosa: La Collezione Angelo Astarita al Museo di Capodimonte. Giacinto Gigante e la Scuola di Posillipo. Neapel 1972